# Colonia Emiliano Zapata, Jiquipilco
Colonia Emiliano Zapata är en ort i Mexiko, tillhörande kommunen Jiquipilco i den nordvästra delen av delstaten Mexiko. Orten hade 527 invånare vid folkräkningen 2010.